# Psychoda vagabunda
Psychoda vagabunda är en tvåvingeart som beskrevs av Quate 1962. Psychoda vagabunda ingår i släktet Psychoda och familjen fjärilsmyggor. Inga underarter finns listade i Catalogue of Life.